# Charles Wagenheim
Charles Wagenheim (* 21. Februar 1896 in Newark, New Jersey; † 6. März 1979 in Los Angeles, Kalifornien) war ein US-amerikanischer Schauspieler.

## Leben
Wagenheim wurde als Sohn von Einwanderern in Newark, New Jersey, geboren. Im Ersten Weltkrieg wurde er verwundet. Damals entschied er sich, Schauspieler zu werden, und studierte nach Kriegsende an der American Academy of Dramatic Arts in New York City. Zunächst trat er im Theater und am Broadway auf. Er reiste auch mit einer Schauspielgruppe und führte Stücke von Shakespeare auf. Er arbeitete daneben mit Paul Muni an einem jiddischen Theater und heiratete eine Psychologin.
Von 1929 bis zu seinem Tod war Wagenheim beim Film und später auch für das Fernsehen tätig. Eine Hauptrolle ist dabei nicht bekannt, dafür kommt er jedoch auf über 200 gespielte Nebenrollen. Zwei kleine, aber dafür markante Nebenrollen hatte er als der Attentäter in Alfred Hitchcocks Thriller Der Auslandskorrespondent (1940) sowie als Dieb, der beinahe das Versteck der Familie Frank verrät, in George Stevens’ Filmdrama Das Tagebuch der Anne Frank (1959). Einen größeren Auftritt hatte der schmächtige, häufig mit Schnurrbart ausgestattete Charakterdarsteller 1941 als Runt in dem B-Kriminalfilm Meet Boston Blackie (1941), für die weiteren Filmen der „Boston Blackie“–Filmreihe übernahm allerdings George E. Stone die Rolle des Runt. Wagenheim blieb bis zu seinem Tod als Schauspieler aktiv und hatte seine letzte Rolle in seinem Todesjahr als Obdachloser in der Sitcom All in the Family.
Am 6. März 1979 wurde der 83-jährige Wagenheim erschlagen aufgefunden. Nach drei Wochen verhaftete die Polizei die Pflegerin seiner seit einem Schlaganfall gelähmten Frau; offenbar hatte sie Geldschecks auf Wagenheims Namen gefälscht und diesen, als er sie damit konfrontierte, getötet. Die Pflegerin wurde später zu acht Jahren Haft verurteilt. Wagenheim wurde eingeäschert.

## Filmografie (Auswahl)
- 1929: The Trial of Mary Dugan
- 1929: Gentlemen of the Press
- 1931: Der lächelnde Leutnant (The Smiling Lieutenant)
- 1938: Jezebel – Die boshafte Lady (Jezebel)
- 1940: Two Girls on Broadway
- 1940: Andy Hardy Meets Debutante
- 1940: Liebling, du hast dich verändert (I Love You Again)
- 1940: Der Auslandskorrespondent (Foreign Correspondent)
- 1940: Charlie Chan im Wachsfigurenkabinett (Charlie Chan at the Wax Museum)
- 1941: Meet Boston Blackie
- 1941: Allein unter Gangstern (The Getaway)
- 1941: Babes on Broadway
- 1942: Schatten am Fenster (Fingers at the Window)
- 1942: Blondie for Victory
- 1943: I Escaped from the Gestapo
- 1943: Das Lied von Bernadette (The Song of Bernadette)
- 1944: Ali Baba und die vierzig Räuber (Ali Baba and the Forty Thieves)
- 1944: Der Whistler (The Whistler)
- 1944: Sommerstürme (Summer Storm)
- 1944: An American Romance
- 1944: Frankensteins Haus (House of Frankenstein)
- 1945: Polonaise (A Song to Remember)
- 1945: Stimme aus dem Jenseits (Strange Illusion)
- 1945: Boston Blackie Booked on Suspicion
- 1945: Gefährliche Partnerschaft (Dangerous Partners)
- 1945: Die tollkühnen Abenteuer des Captain Eddie (Captain Eddie)
- 1945: Das Haus in der 92. Straße (The House on 92nd Street)
- 1946: Die Wendeltreppe (The Spiral Staircase)
- 1946: Morgen und alle Tage (From This Day Forward)
- 1946: Feind im Dunkel (The Dark Corner)
- 1947: Monsieur Verdoux – Der Frauenmörder von Paris (Monsieur Verdoux)
- 1947: Die Piraten von Monterey (Pirates of Monterey)
- 1947: Hoppla, hier kommt Merton! (Merton of the Movies)
- 1948: Scudda Hoo! Scudda Hay!
- 1948: Die Glocken von Coaltown (The Miracle of the Bells)
- 1948: Rivalen am reißenden Strom (River Lady)
- 1948: Der Menschenfresser von Kumaon (Man-Eater of Kumaon)
- 1948: Schrei der Großstadt (Cry of the City)
- 1948: Die Geliebte des Marschalls (The Gallant Blade)
- 1948: Johanna von Orleans (Joan of Arc)
- 1949: Gewagtes Alibi (Criss Cross)
- 1949: Die Herrin von Atlantis (Siren of Atlantis)
- 1949: Ring frei für Stoker Thompson (The Set-Up)
- 1949: Der Spieler (The Great Sinner)
- 1949: Sumpf des Verbrechens (Scene of the Crime)
- 1949: Samson und Delilah (Samson and Delilah)
- 1950: Ein charmanter Flegel (Key to the City)
- 1950: Der Unglücksrabe (The Yellow Cab Man)
- 1950: Das Raubtier ist los! (The Reformer and the Redhead)
- 1950: Die Tote in den Dünen (Mystery Street)
- 1950: Drei kleine Worte (Three Little Words)
- 1950: Frauengeheimnis (Three Secrets)
- 1951: Auf Bewährung freigelassen (The Company She Keeps)
- 1951: The Living Christ Series (Miniserie, 2 Folgen)
- 1951: Von Gier besessen (Inside Straight)
- 1951: The House on Telegraph Hill
- 1951: Der Rächer von Casamare (Mask of the Avenger)
- 1951: Verschwörung im Nachtexpreß (The Tall Target)
- 1951: Endstation Sehnsucht (A Streetcar Named Desire)
- 1951: Die Nacht der Wahrheit (The Big Night)
- 1952: Der unsichtbare Schütze (The Sniper)
- 1952: Stadt im Würgegriff (The Captive City)
- 1952: Lockruf der Wildnis (Lure of the Wilderness)
- 1952: Die Heilige von Fatima (The Miracle of Our Lady of Fatima)
- 1953: Spionagenetz Tanger (Tangier Incident)
- 1953: Salome
- 1953: Der Prinz von Bagdad (The Veils of Bagdad)
- 1953: Das Höllenriff (Beneath the 12-Mile Reef)
- 1954: Die Intriganten (Executive Suite)
- 1954: Der Sheriff ohne Colt (The Boy from Oklahoma)
- 1954: Prinzessin vom Nil (Princess of the Nile)
- 1954: Der Attentäter (Suddenly)
- 1954: Gewehre für Bengali (Bengal Brigade)
- 1954: Attila, der Hunnenkönig (Sign of the Pagan)
- 1954: Day of Triumph
- 1955: Tempel der Versuchung (The Prodigal)
- 1955: Der Seefuchs (The Sea Chase)
- 1956: Blutige Hände (The Killer Is Loose)
- 1956, 1957: The Lone Ranger (Fernsehserie, 2 Folgen)
- 1957: Kein Platz für feine Damen (This Could Be the Night)
- 1957: Erwachsen müsste man sein (Leave It to Beaver) (Fernsehserie, Folge 1x09)
- 1958: In Tombstone ist der Teufel los (Toughest Gun in Tombstone)
- 1958: Babys auf Bestellung (The Tunnel of Love)
- 1958: Das Leben ist Lüge (Lonelyhearts)
- 1959: Das Tagebuch der Anne Frank (The Diary of Anne Frank)
- 1959: Alfred Hitchcock präsentiert (Alfred Hitchcock Presents) (Fernsehserie, Folge 5x12)
- 1959–1962: Die Unbestechlichen (The Untouchables) (Fernsehserie, 3 Folgen)
- 1959–1972: Bonanza (Fernsehserie, 4 Folgen)
- 1960: Peter Gunn (Fernsehserie, 2 Folgen)
- 1960: Das Buch Ruth (The Story of Ruth)
- 1960: Wer den Wind sät (Inherit the Wind)
- 1960: Vergeltung ohne Gnade (One Foot in Hell)
- 1960–1961: Wyatt Earp greift ein (The Life and Legend of Wyatt Earp, Fernsehserie, 3 Folgen)
- 1962: Einsam sind die Tapferen (Lonely Are the Brave)
- 1962: Kein Fall für FBI (The Detectives Starring Robert Taylor, Fernsehserie, Folge 3x29)
- 1962: Die Schönheit und das Ungeheuer (Beauty and the Beast)
- 1963: Die Leute von der Shiloh Ranch (The Virginian, Fernsehserie, Folge 1x17)
- 1964: A Tiger Walks
- 1964, 1966: Auf der Flucht (The Fugitive, Fernsehserie, 2 Folgen)
- 1965: The Addams Family (Fernsehserie, Folge 1x23)
- 1965: Cat Ballou – Hängen sollst du in Wyoming (Cat Ballou)
- 1965: Cincinnati Kid (The Cincinnati Kid)
- 1965–1967: Big Valley (The Big Valley, Fernsehserie, 3 Folgen)
- 1966: Vierzig Draufgänger (Follow Me, Boys!)
- 1966–1967: Verrückter wilder Westen (The Wild Wild West, Fernsehserie, 2 Folgen)
- 1966–1975: Rauchende Colts (Gunsmoke, Fernsehserie, 29 Folgen)
- 1967: Leitfaden für Seitensprünge (A Guide for the Married Man)
- 1968: Mannix (Fernsehserie, Folge 1x19)
- 1969: A Time for Dying
- 1969: Hail, Hero!
- 1969: Hello, Dolly!
- 1970: The Bold Ones: The Lawyers (Fernsehserie, Folge 1x07)
- 1970: Lancer (Fernsehserie, Folge 2x19)
- 1970: 100 Dollar mehr, wenn’s ein Junge wird (The Baby Maker)
- 1970: Adam-12 (Fernsehserie, Folge 3x10)
- 1970–1972: Doris Day in… (The Doris Day Show, Fernsehserie, 4 Folgen)
- 1971: Der Chef (Ironside, Fernsehserie, Folge 4x16)
- 1971: Alias Smith und Jones (Alias Smith and Jones, Fernsehserie, Folge 1x02)
- 1973: Barnaby Jones (Fernsehserie, Folge 1x04)
- 1973: Die Straßen von San Francisco (The Streets of San Francisco, Fernsehserie, Folge 1x26)
- 1973: Kojak – Einsatz in Manhattan (Kojak, Fernsehserie, Folge 1x05)
- 1974: Der Sechs-Millionen-Dollar-Mann (The Six Million Dollar Man, Fernsehserie, Folge 2x01 Der Bombenschmuggel)
- 1975: Harry O (Fernsehserie, Folge 1x18)
- 1975: Die Semmelknödelbande (The Apple Dumpling Gang)
- 1975: McMillan & Wife (Fernsehserie, Folge 5x01)
- 1975: Die Hindenburg (The Hindenburg)
- 1975–1977: Baretta (Fernsehserie, 5 Folgen)
- 1976: Duell am Missouri (The Missouri Breaks)
- 1977: Mad Bull – Der Supercatcher (Mad Bull) (Fernsehfilm)
- 1978: Durch die Hölle nach Westen (How the West Was Won, Fernsehserie, Folge 2x09)
- 1979: All in the Family (Fernsehserie, Folge 9x24)